# MI3
MI3, Sekcja 3 Brytyjskiego Wywiadu Wojskowego, była oddziałem Brytyjskiego Zarządu Wywiadu Wojskowego, części Biura Wojny. Miała na celu szpiegowanie państw Europy Wschodniej (wyłączając Rosję i państwa Skandynawskie, którymi zajmowała się MI2).